# Xylopia polyantha
Xylopia polyantha é uma espécie de magnólia. Foi descrito pela primeira vez por Robert Elias Fries .  Xylopia polyantha pertence ao gênero Xylopia e à família Annonaceae.
Este tipo de planta pode ser encontrado em:
- Bolívia